# 日本の国章
本項では日本の国章（にっぽんのこくしょう、にほんのこくしょう）について述べる。

## 概要
日本では、法令上明確な国章は定められていないが、伝統的に天皇の紋章であり、皇室が家紋として使用している十六八重表菊が、慣例として国章に準じた扱いを受けている。国章のような扱いをしている事例としては、日本の在外公館では「菊の御紋」が掲示されている。また戦前においては、旧陸軍の軍旗の竿頭と、旧海軍の軍艦の艦首には「菊の御紋」が取り付けられたほか、郵便切手、各種紙幣にも菊の御紋はあしらわれていた。
日本国旅券の表紙に表示されているのは、十六八重表菊をデザイン化した十六一重表菊である。1920年の国際交通制度改良会議で、パスポートの表紙に国章を記すように採択されたが、当時の日本に法定の国章がなかったため、デザイン化した菊の紋章が1926年から採用された。

## 日本政府の紋章

内閣総理大臣紋章。五七桐花紋は、歴史上皇室や政権担当者が紋章として使用し、内閣総理大臣・日本国政府・内閣府が政府の紋章として使用している。

五七桐花紋は、歴史上皇室や政権担当者が紋章として使用し、内閣総理大臣・日本国政府・内閣府が政府の紋章として使用している。

## ギャラリー

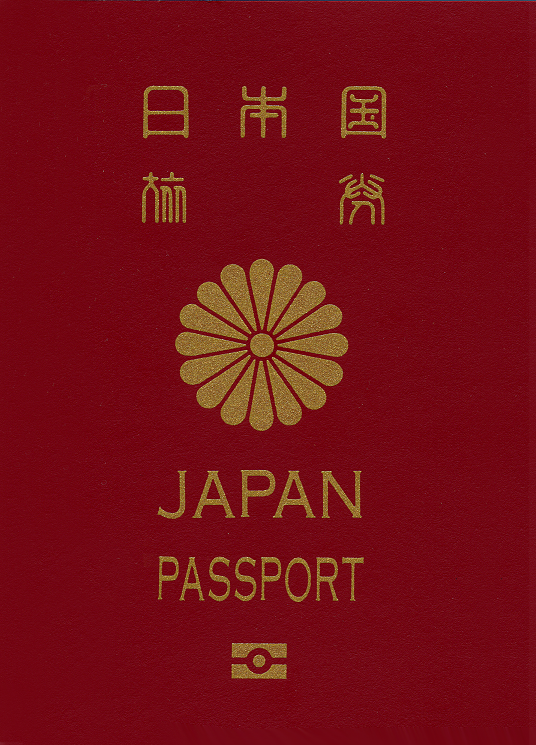
日本国旅券の表紙に刻まれた菊花紋章
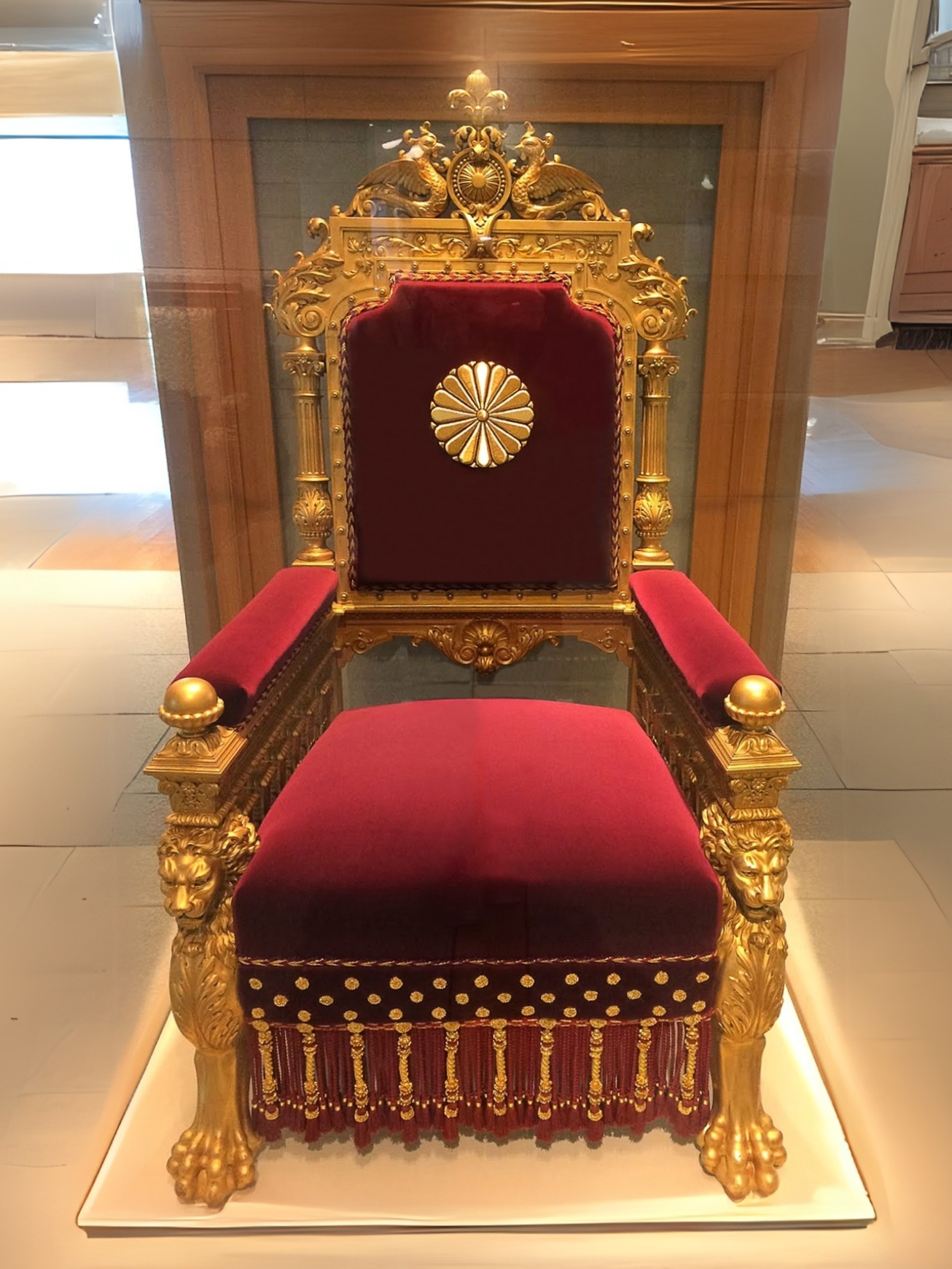
参議院参観ロビーに展示されている天皇の玉座
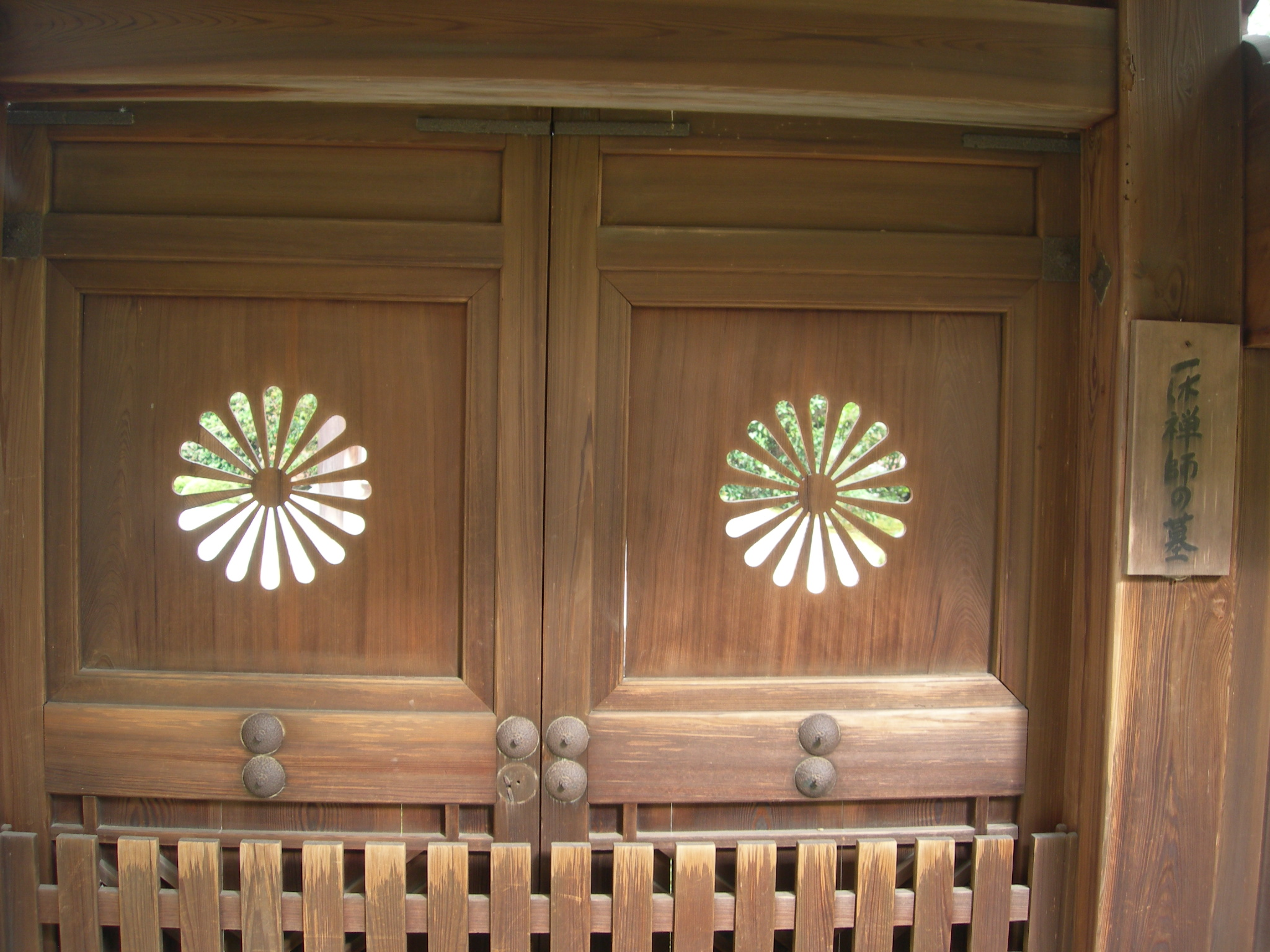
一休宗純の墓の扉に掲示されている菊花紋章
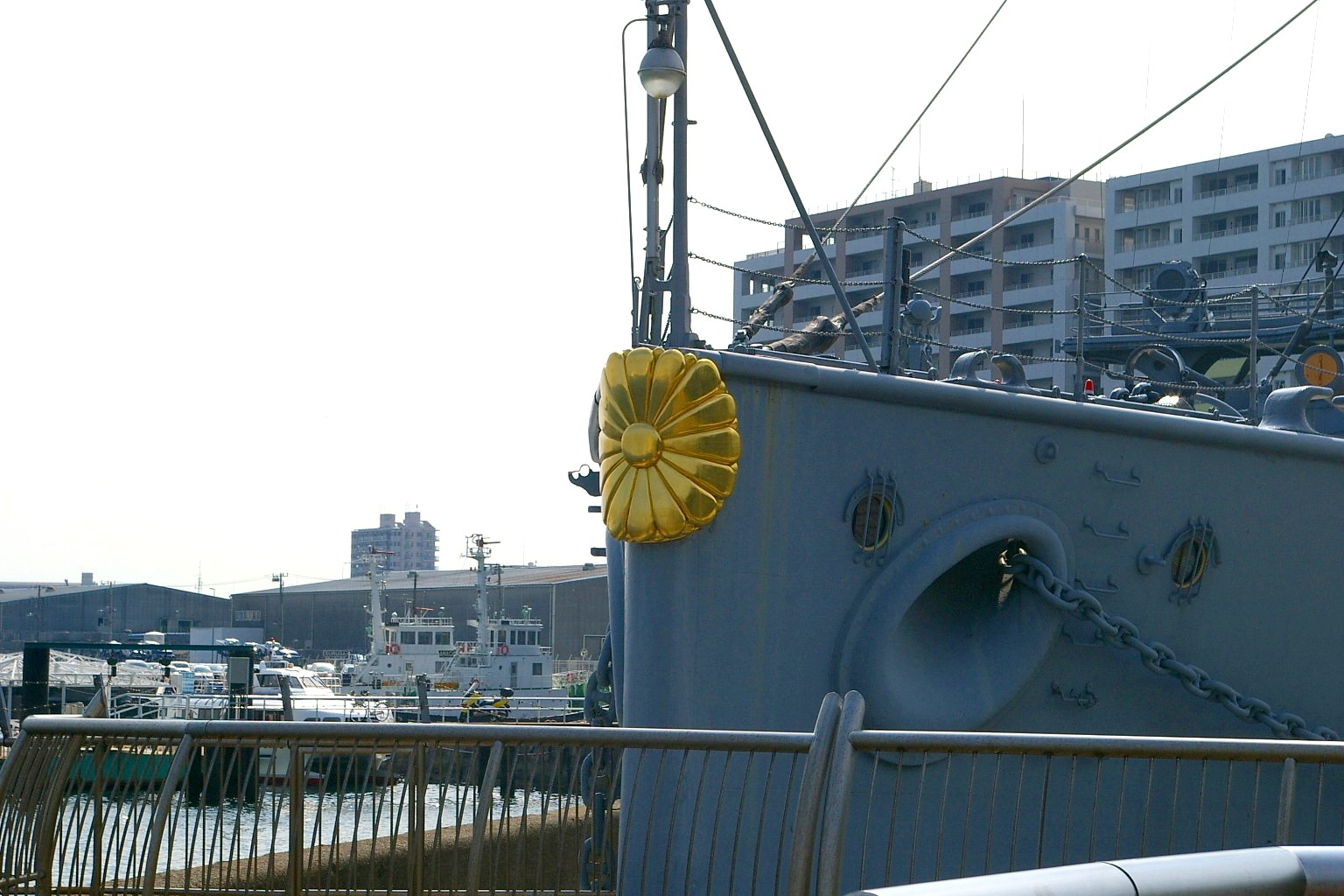
戦艦三笠の艦首に掲示されている菊花紋章
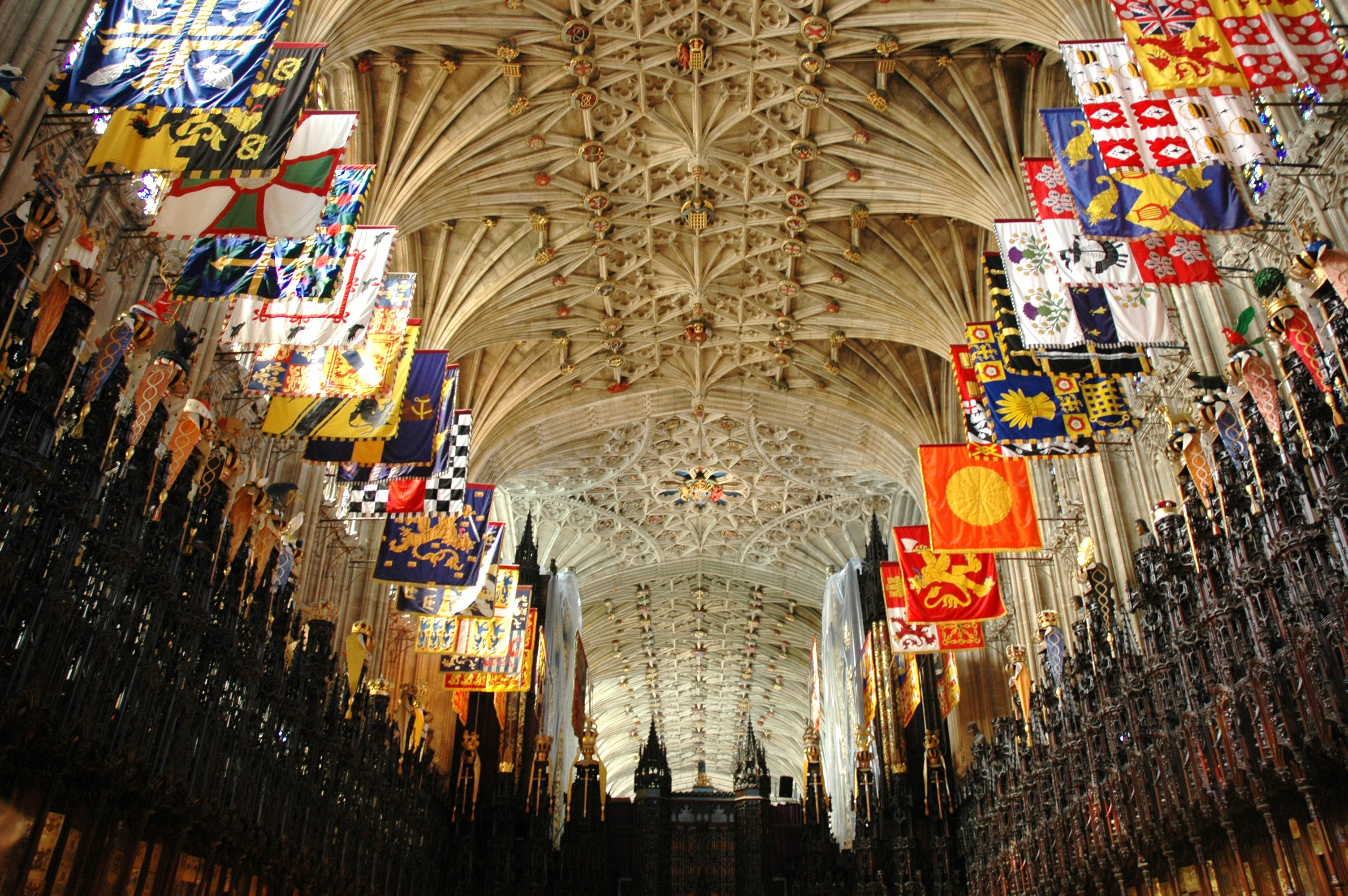
ウィンザー城の聖ジョージ礼拝堂に掲げられたガーター勲爵士のバナー。右後方に菊花紋章が見える。
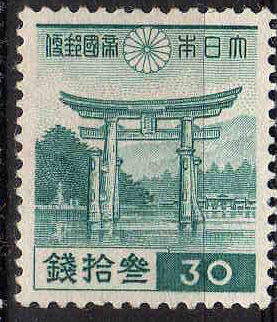
1939年発行の日本の30銭普通切手、描かれているのは厳島神社大鳥居。